# Halhan
Halhan (en francès Le Haillan) és un municipi francès situat al departament de la Gironda i a la regió de la Nova Aquitània.

## Demografia
| 1962                                       | 1968  | 1975  | 1982  | 1990  | 1999  | 2007  |
| ------------------------------------------ | ----- | ----- | ----- | ----- | ----- | ----- |
| 1.613                                      | 2.272 | 3.949 | 5.584 | 6.974 | 8.133 | 8.407 |
| Des de 1962: població sense dobles comptes |       |       |       |       |       |       |

## Administració
| Període   | Identitat       | Partit |
| --------- | --------------- | ------ |
| 1988-2002 | Georges Ricart  | PS     |
| 2002-     | Bernard Labiste | PS     |

## Agermanaments
- Colindres
- Enderby, Leicestershire
- Kalambaka